# 국 (한국 음식)
한국 요리의 국은 밥과 함께 먹는 국물 요리이다. 고기, 생선, 채소 등에 물을 많이 붓고 소금이나 간장, 된장, 액젓 등으로 간을 맞추어 끓인다. 탕(湯)은 국을 높여 부르는 말이기도 하며, 흔히 일반적인 국에 비해 오래 끓여 진하게 국물을 우려낸 것을 이른다.
국에 밥을 만 것은 국밥으로, 국수를 만 것은 국물국수로 부른다.
국은 한국 요리에서 없어서는 안될 중요한 부식으로 가짓수도 많다. 한국에서 국은 크게 맑은장국, 토장국, 곰국, 냉국 등으로 구분되며, 재료로는 육류·어패류·채소류·해조류 등 모든 재료가 쓰인다.
국 중 맑은장국은 소금이나 간장으로 간을 맞추고, 토장국은 속뜨물에 된장이나 고추장을 쓰며, 곰국은 쇠고기의 여러 가지 부위를 고아서 소금으로 간을 맞춘다. 그리고 냉국은 오이나 미역과 같은 날로 먹는 채소 또는 해초에 양념을 한 후, 끓여서 식힌 냉수를 부어 차게 만든 국이다.

## 종류
- 갈비탕
- 계란탕
- 곰국
- 곰치국
- 곰탕
- 꼬리곰탕
- 김칫국
- 다슬기국
- 닭볶음탕
- 대구탕
- 된장국
- 떡국
- 만두국
- 매생이국
- 매운탕
- 몸국
- 물곰탕
- 뭇국
- 미역국
- 미역냉국
- 백숙
- 보신탕
- 북어국
- 삼계탕
- 설렁탕
- 섭국
- 수제비
- 순대국
- 어탕
- 오이냉국
- 옹심이
- 육개장
- 장국
- 재첩국
- 초두부탕
- 추어탕
- 콩국
- 해물탕
- 해장국
- 황태국
- 효종갱

## 같이 보기
- 전골
- 조치
- 지짐이
- 짜글이
- 찌개